# محظوظ

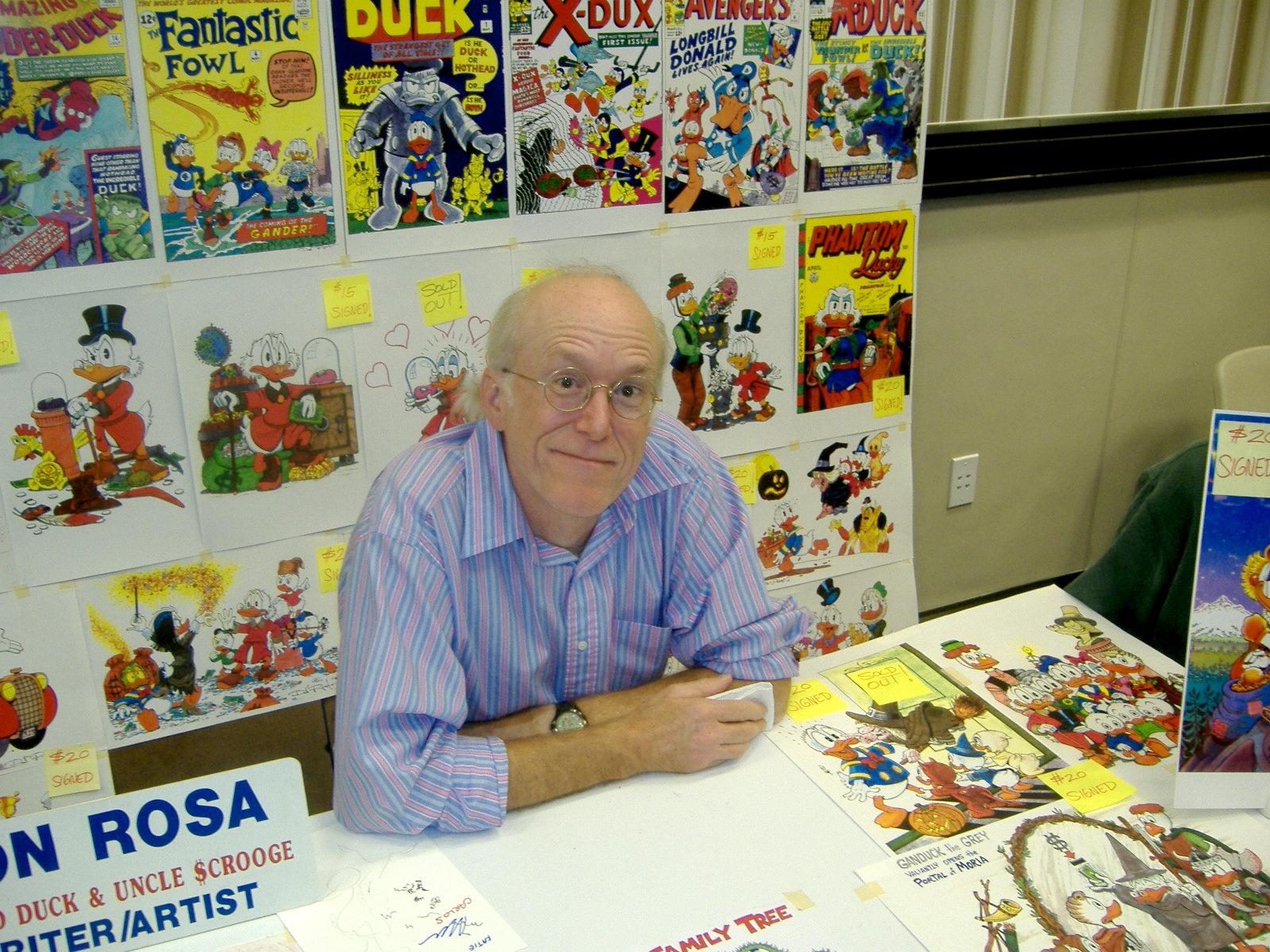
الفنان دون روزا في مهرجان دراجون كون 2009.

محظوظ (بالإنجليزية: Gladstone Gander)، هو شخصية كرتونية من إنتاج شركة ديزني وهو معروف أنه هو المحظوظ الوحيد في عالم ديزني ودائما يغار ابن عمه بطوط منه لأنه دائماً وهو يمشي يصادف نقوداً أو سيارات أو أشياء أخرى، ويغار بطوط منه أيضا لأن في بعض الأحيان بطوطة تفخر به لأنه دائما محظوظ.
و يعتبر عم دهب عماً له.